# Japanischer Bilch
Der Japanische Bilch (Glirulus japonicus), auch Japanischer Schläfer genannt, ähnelt sehr der Haselmaus.

## Verbreitung und Gefährdungsstatus
Der Japanische Bilch lebt in den Bergwäldern der japanischen Inseln Honshū, Shikoku, Kyūshū und Dōgo auf 400 bis 1800 m Höhe. Dort ist er als Yamane (jap. 山鼠 Yamane, dt. „Bergmaus“ oder 冬眠鼠, dt. „Winterschlafmaus“) bekannt. Die IUCN stuft die Art als nicht gefährdet („Least Concern“) ein. In Japan wurde er am 26. Juni 1975 als Naturdenkmal ausgewiesen.

## Merkmale und Lebensweise
Der Japanische Bilch erreicht eine Kopf-Rumpf-Länge von sechseinhalb bis acht Zentimeter und eine Schwanzlänge von vier bis fünf Zentimeter.
Er ist nachtaktiv und ein Baumbewohner. Tagsüber hält er sich in einem hohlen Baum oder in einem Nest in den Baumkronen auf. Seinen Winterschlaf hält er ebenfalls in hohlen Bäumen, auf dem Dachboden eines Hauses oder in einem Nistkasten. Im Juni oder Juli bringt das Weibchen drei bis fünf Junge zur Welt, manchmal auch noch einmal im Oktober. Die Generationslänge beträgt zwei Jahre. Das Nest wird äußerlich aus Baumrinde und trockenen Blättern gebaut in die epiphytische Moose gefüllt werden. Die Nahrung der Bilche besteht aus Samen, Früchten, Nüssen, Insekten, Vogeleiern und anderen kleinen Tieren.

## Systematik
Der Japanische Bilch ist die einzige Art der Gattung Glirulus aus der Familie der Bilche (Gliridae). Sie wurde 1845 von dem Schweizer Zoologen Heinrich Rudolf Schinz erstbeschrieben.

## Galerie

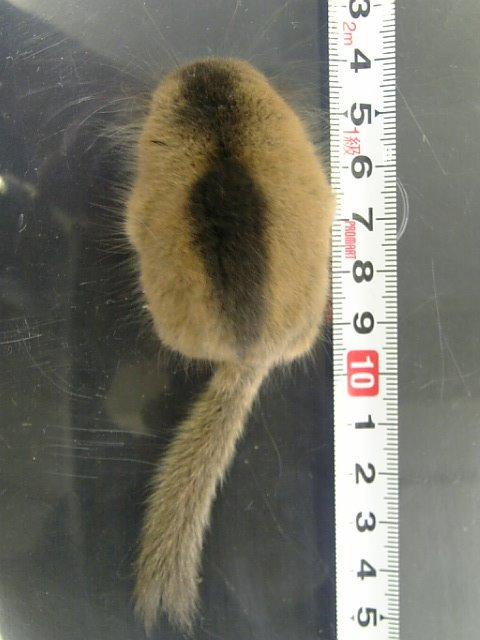
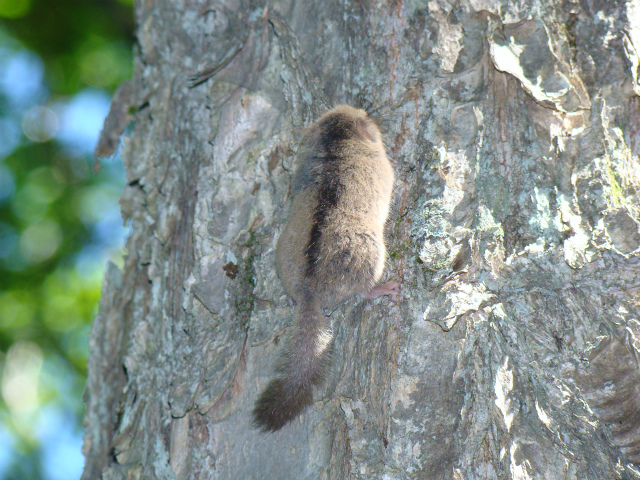
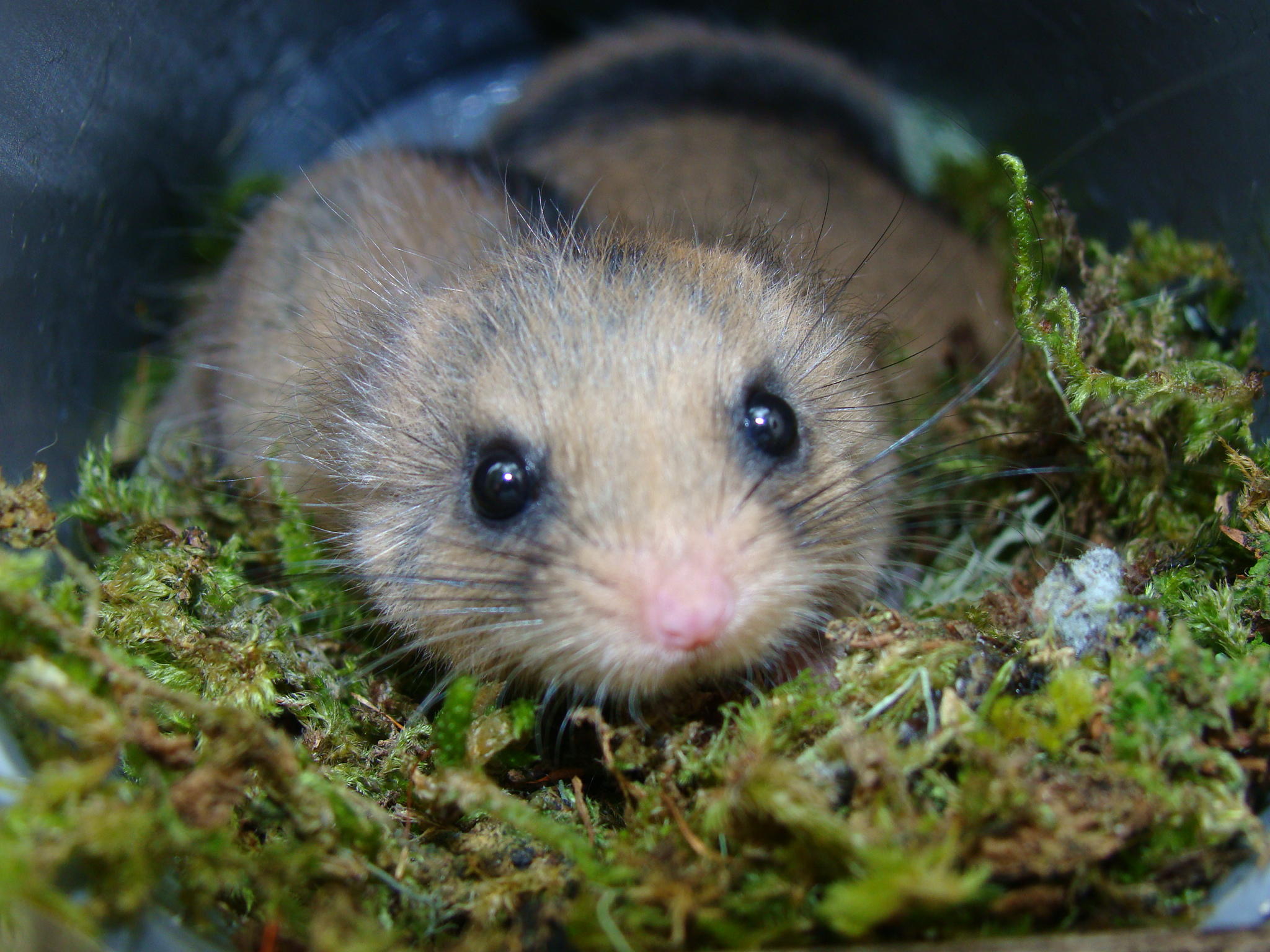
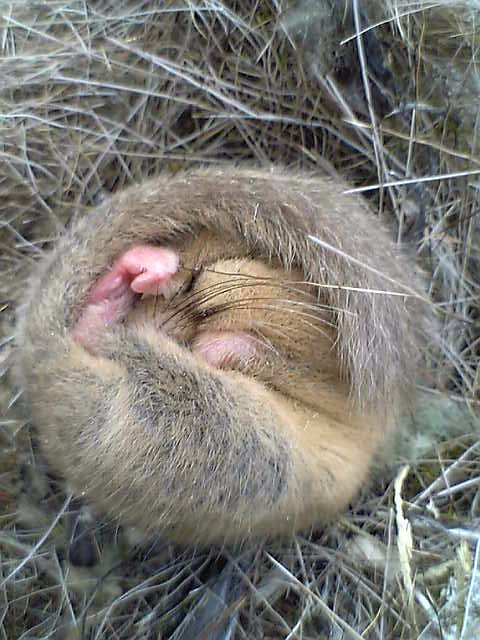